# Bolbitis portoricensis
Bolbitis portoricensis là một loài thực vật có mạch trong họ Lomariopsidaceae. Loài này được (Spreng.) Hennipman mô tả khoa học đầu tiên năm 1975.